# Sky Channel
Sky Channel, pan-europeisk satellit- och kabelkanal som sände till bland annat Norden under 1980-talet. Sky Channel var en av de första kabelkanaler som började distribueras i Sverige när kabel-TV:n började byggas ut under slutet av 1980-talet. Kanalen gjordes om under tidigt 1990-tal och går idag under namnet Sky 1 med systerkanalerna Sky 2 och Sky 3. Sändningarna sker idag enbart till Storbritannien och kanalen är därför officiellt inte tillgänglig i Sverige. 

## Historia
Kanalen lanserades den 26 april 1982 under namnet "Satellite Television" och är den fjärde äldsta TV-kanalen i Storbritannien efter BBC One (2 november 1936), ITV (22 september 1955) och BBC Two (20 april 1964). Channel 4 började sända först 1982.

### Sky Vs. Super & TCC
Sky Channel tävlade med kanaler som Super Channel och Children's Channel om kabel-tv-tittarna. 1989 valde kanalen dock att fortsätta sända till enbart Storbritannien och Irland. Kanalen försvann från de svenska kabelnäten, bytte namn och blev samtidigt Sky 1. Svenskar med egen parabolantenn kunde fortsätta se kanalen okodat i ytterligare ett par år via på Astra-satelliten. Till slut kodades kanalen och ett brittiskt programkort från Sky krävdes. Sky One lever än idag kvar i Storbritannien som en av de största satellitkanalerna.

### Barnprogrammen fortsatte
Barnprogrammen på Sky Channel fortsatte dock att sändas även till europeiska tittare genom programblocket Sky Europe på Eurosport. Sportkanalen hade vid den tidpunkten samma ägare som Sky. På Sky Europe visades DJ Kat Show på vardagarna och Fun Factory på helgerna. Båda programmen innehöll tecknade serier med engelskt tal.